# The Road to Romance
The Road to Romance é um filme de ação mudo americano de 1927 dirigido por John S. Robertson, baseado no romance de Joseph Conrad-Ford Madox Ford de 1903 Romance.

## Status de preservação
Uma cópia do filme sobrevive no Arquivo de Filmes da Nova Zelândia.

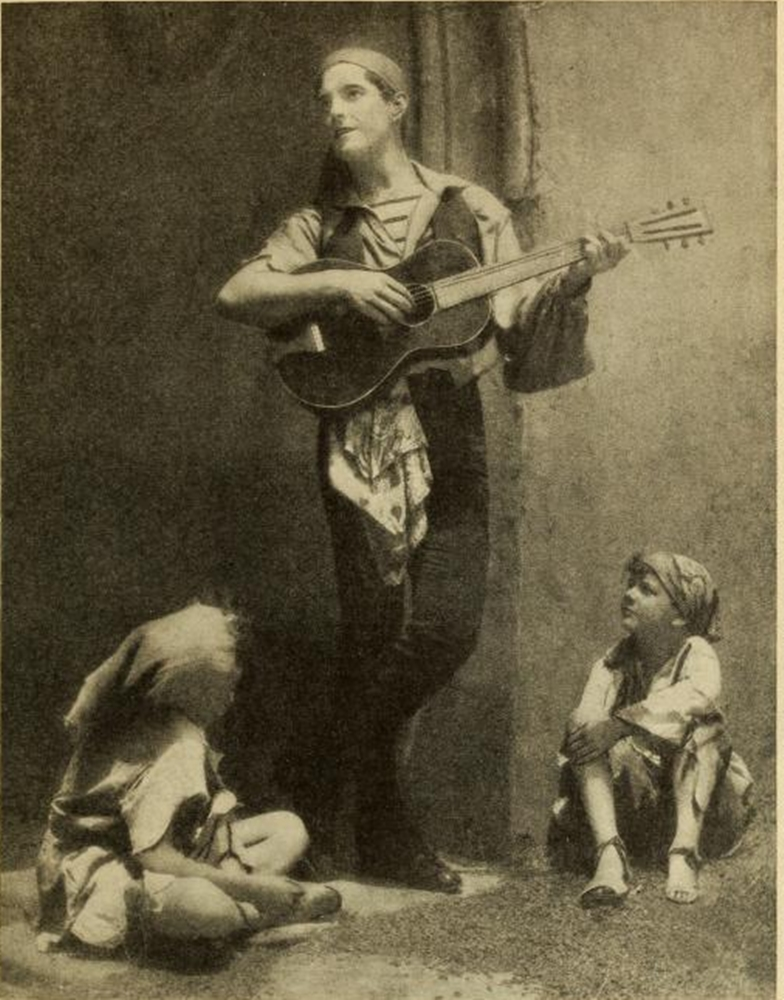
Ramon Novarro no filme.

## Enredo
Serafina (Marceline Day) é capturada pelos piratas de Don Balthasar (Roy D'Arcy) em uma ilha caribenha, quando José Armando (Ramon Novarro) chega da Espanha para resgatá-la.

## Elenco
- Ramon Novarro como José Armando
- Marceline Day como Serafina
- Marc McDermott como Pópolo
- Roy D'Arcy como Don Balthasar
- Cesare Gravina como Castro
- Jules Cowles como Barba Esfumaçada
- John George
- Bobbie Mack como Bêbado (creditado como Bobby Mack)
- Otto Matieson como Don Carlos (creditado como Otto Matiesen)